# Parsau
Parsau est une commune allemande de l'arrondissement de Gifhorn, Land de Basse-Saxe.

## Géographie
Parsau se situe entre le parc naturel de Südheide et la région du Drömling.
| Tülau    | Brome                  | Steimke   |
| Bergfeld | Parsau                 | Jahrstedt |
| Rühen    | Oebisfelde-Weferlingen | Giebel    |

Parsau comprend les quartiers d'Ahnebeck, de Croya, Kaiserwinkel et de Parsau et est responsable du territoire non occupé de Giebel.
Se trouvant dans la grande banlieue de Wolfsbourg, Parsau est traversée par la Bundesstraße 244.

## Histoire
Parsau est mentionné en 1505 sous le nom de Barso et en 1510 de Persauw. Le nom vient du vieux-slave "prabu", "poussière", ou "borû", "pin". Le village appartient au duché de Brunswick-Lunebourg ; la frontière avec la principauté de Lunebourg passe entre Ahnebeck et Croya. La forme du village d'origine est une centralisation à la mode des Wendes. L'église est élevée en 1561 ; elle sera remplacée en 1828.
Du temps de la RDA, Parsau se situait sur la frontière intérieure allemande du côté de la RFA.

## Source, notes et références
- (de) Cet article est partiellement ou en totalité issu de l’article de Wikipédia en allemand intitulé « Parsau » (voir la liste des auteurs).